# Ștefan Andrei
Ștefan Andrei, né le 29 mars 1931 à Podari et mort le 31 août 2014 à Snagov, est un homme politique roumain.

## Biographie
Il est ministre des Affaires étrangères de la Roumanie du 8 mars 1978 au 11 novembre 1985. Il a épousé l'actrice roumaine Violeta Andrei.